# Lijst van burgemeesters van Echt-Susteren
Dit is een lijst van burgemeesters van de Nederlandse gemeente Echt-Susteren in de provincie Limburg sinds haar stichting op 1 januari 2003.
| Ambtsperiode                | Naam burgemeester            | Partij of stroming | Bijzonderheden                 |
| --------------------------- | ---------------------------- | ------------------ | ------------------------------ |
| 1 januari 2003 - 1 mei 2008 | E. (Bert) Schaftenaar        | VVD                | daarvoor burgemeester van Echt |
| 16 mei 2008 - 1 juli 2011   | D.A.M. (Dieudonné) Akkermans | CDA                |                                |
| 1 juli 2011 - heden         | J.W.M.M.J. (Jos) Hessels     | CDA                | eerst waarnemend               |